# Drosophila neocordata
Drosophila neocordata är en tvåvingeart som beskrevs av Magalhaes 1956. Drosophila neocordata ingår i släktet Drosophila och familjen daggflugor.
Artens utbredningsområde är Brasilien.